# Lamothe-Fénelon
Pour les articles homonymes, voir Lamothe.
Lamothe-Fénelon est une commune française, située dans le nord-ouest du département du Lot, en région Occitanie.
Elle est également dans le causse de Gramat, le plus vaste et le plus sauvage des quatre causses du Quercy.
Exposée à un climat océanique altéré, elle est drainée par le ruisseau de Tournefeuille, le ruisseau des Ardailloux et par divers autres petits cours d'eau. Elle est incluse dans le bassin de la Dordogne.
Lamothe-Fénelon est une commune rurale qui compte 318 habitants en 2022, après avoir connu un pic de population de 999 habitants en 1886.  Ses habitants sont appelés les Lamothois ou  Lamothoises.

## Géographie
Commune située sur le canton de Payrac, dans la communauté de communes Haute Bouriane. Elle est traversée par le Tournefeuille.

### Communes limitrophes
Lamothe-Fénelon est limitrophe de sept autres communes, dont une dans le département de la Dordogne. Au nord-ouest, Saint-Julien-de-Lampon n'est limitrophe que sur environ 200 mètres, près du lieu-dit Rebec.
| Saint-Julien-de-Lampon (Dordogne) | Nadaillac-de-Rouge |         |
| Masclat                           | Lamothe-Fénelon    | Loupiac |
| Fajoles                           | Rouffilhac         | Payrac  |

### Climat
Pour des articles plus généraux, voir Climat de l'Occitanie et Climat du Lot.
En 2010, le climat de la commune est de type climat océanique altéré, selon une étude s'appuyant sur une série de données couvrant la période 1971-2000. En 2020, Météo-France publie une typologie des climats de la France métropolitaine dans laquelle la commune est toujours exposée à un climat océanique altéré et est dans la région climatique Ouest et nord-ouest du Massif Central, caractérisée par une pluviométrie annuelle de 900 à 1 500 mm, maximale en automne et en hiver.
Pour la période 1971-2000, la température annuelle moyenne est de 12,7 °C, avec une amplitude thermique annuelle de 15,3 °C. Le cumul annuel moyen de précipitations est de 860 mm, avec 11,3 jours de précipitations en janvier et 6,4 jours en juillet. Pour la période 1991-2020, la température moyenne annuelle observée sur la station météorologique la plus proche, située sur la commune de Gourdon à 11 km à vol d'oiseau, est de 13,1 °C et le cumul annuel moyen de précipitations est de 823,0 mm,. Pour l'avenir, les paramètres climatiques de la commune estimés pour 2050 selon différents scénarios d’émission de gaz à effet de serre sont consultables sur un site dédié publié par Météo-France en novembre 2022.

### Milieux naturels et biodiversité

#### Espaces protégés
La protection réglementaire est le mode d’intervention le plus fort pour préserver des espaces naturels remarquables et leur biodiversité associée,.
La commune fait partie de la zone de transition du bassin de la Dordogne, un territoire d'une superficie de 1 880 258 ha reconnu réserve de biosphère par l'UNESCO en juillet 2012,.

## Urbanisme

### Typologie
Au 1er janvier 2024, Lamothe-Fénelon est catégorisée commune rurale à habitat très dispersé, selon la nouvelle grille communale de densité à sept niveaux définie par l'Insee en 2022.
Elle est située hors unité urbaine et hors attraction des villes,.

### Occupation des sols
L'occupation des sols de la commune, telle qu'elle ressort de la base de données européenne d’occupation biophysique des sols Corine Land Cover (CLC), est marquée par l'importance des territoires agricoles (59,4 % en 2018), une proportion identique à celle de 1990 (59,4 %). La répartition détaillée en 2018 est la suivante : 
zones agricoles hétérogènes (45,6 %), forêts (40,6 %), prairies (13,8 %). L'évolution de l’occupation des sols de la commune et de ses infrastructures peut être observée sur les différentes représentations cartographiques du territoire : la carte de Cassini (XVIIIe siècle), la carte d'état-major (1820-1866) et les cartes ou photos aériennes de l'IGN pour la période actuelle (1950 à aujourd'hui).

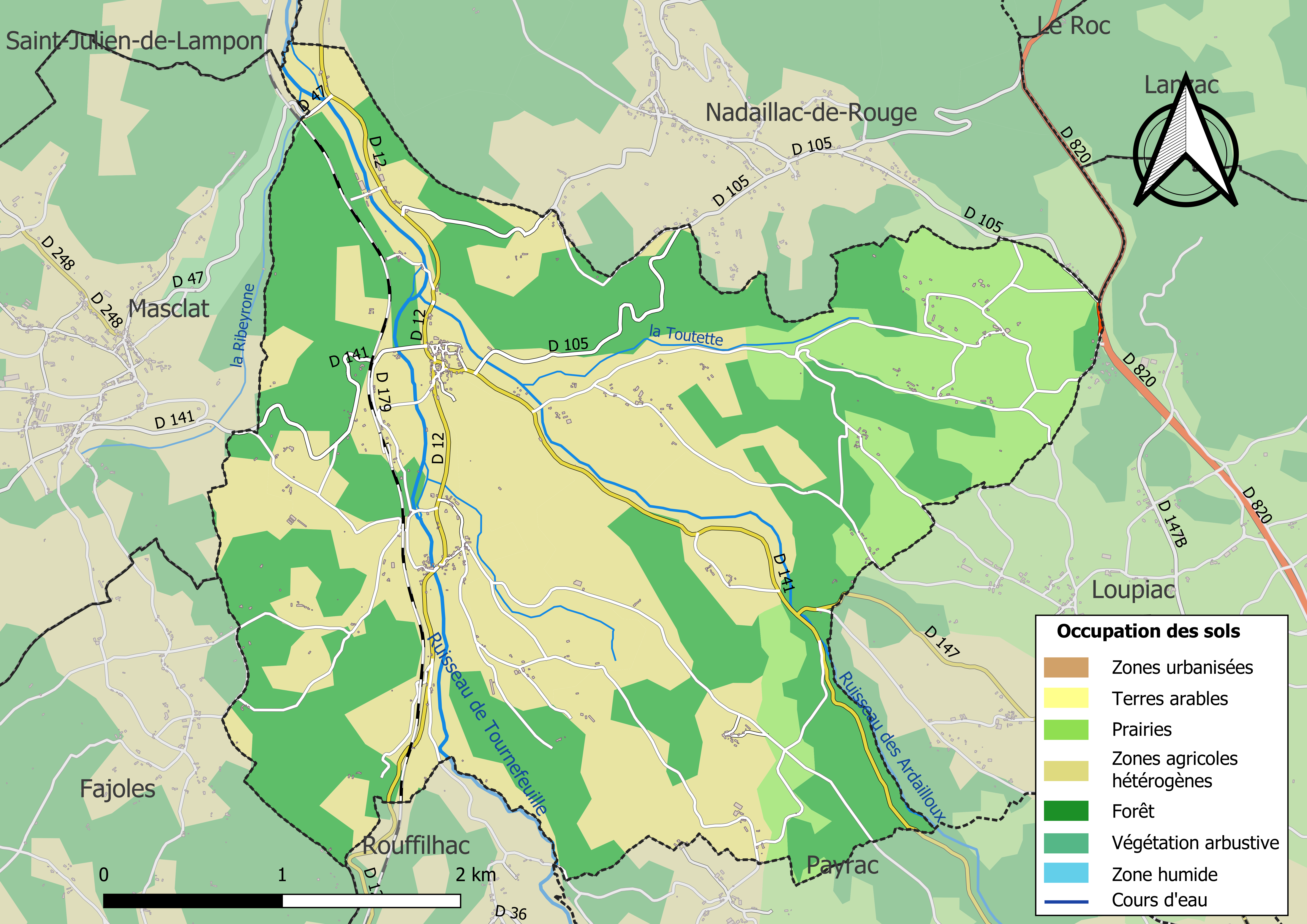
Carte des infrastructures et de l'occupation des sols de la commune en 2018 (CLC).

### Risques majeurs
Le territoire de la commune de Lamothe-Fénelon est vulnérable à différents aléas naturels : météorologiques (tempête, orage, neige, grand froid, canicule ou sécheresse), inondations, feux de forêts, mouvements de terrains et séisme (sismicité très faible). Il est également exposé à deux risques technologiques,  le transport de matières dangereuses et la rupture d'un barrage. Un site publié par le BRGM permet d'évaluer simplement et rapidement les risques d'un bien localisé soit par son adresse soit par le numéro de sa parcelle.

#### Risques naturels
Certaines parties du territoire communal sont susceptibles d’être affectées par le risque d’inondation par débordement de cours d'eau, notamment le Tournefeuille. La cartographie des zones inondables en ex-Midi-Pyrénées réalisée dans le cadre du XIe Contrat de plan État-région, visant à informer les citoyens et les décideurs sur le risque d’inondation, est accessible sur le site de la DREAL Occitanie. La commune a été reconnue en état de catastrophe naturelle au titre des dommages causés par les inondations et coulées de boue survenues en 1982, 1993, 1996 et 1999,.
Lamothe-Fénelon est exposée au risque de feu de forêt. Un plan départemental de protection des forêts contre les incendies a été approuvé par arrêté préfectoral le 30 novembre 2015 pour la période 2015-2025. Les propriétaires doivent ainsi couper les broussailles, les arbustes et les branches basses sur une profondeur de 50 mètres, aux abords des constructions, chantiers, travaux et installations de toute nature, situées à moins de 200 mètres de terrains en nature
de bois, forêts, plantations, reboisements, landes ou friches. Le brûlage des déchets issus de l’entretien des parcs et jardins des ménages et des collectivités est interdit. L’écobuage est également interdit, ainsi que les feux de type méchouis et barbecues, à l’exception de ceux prévus dans des installations fixes (non situées sous couvert d'arbres) constituant une dépendance d'habitation.

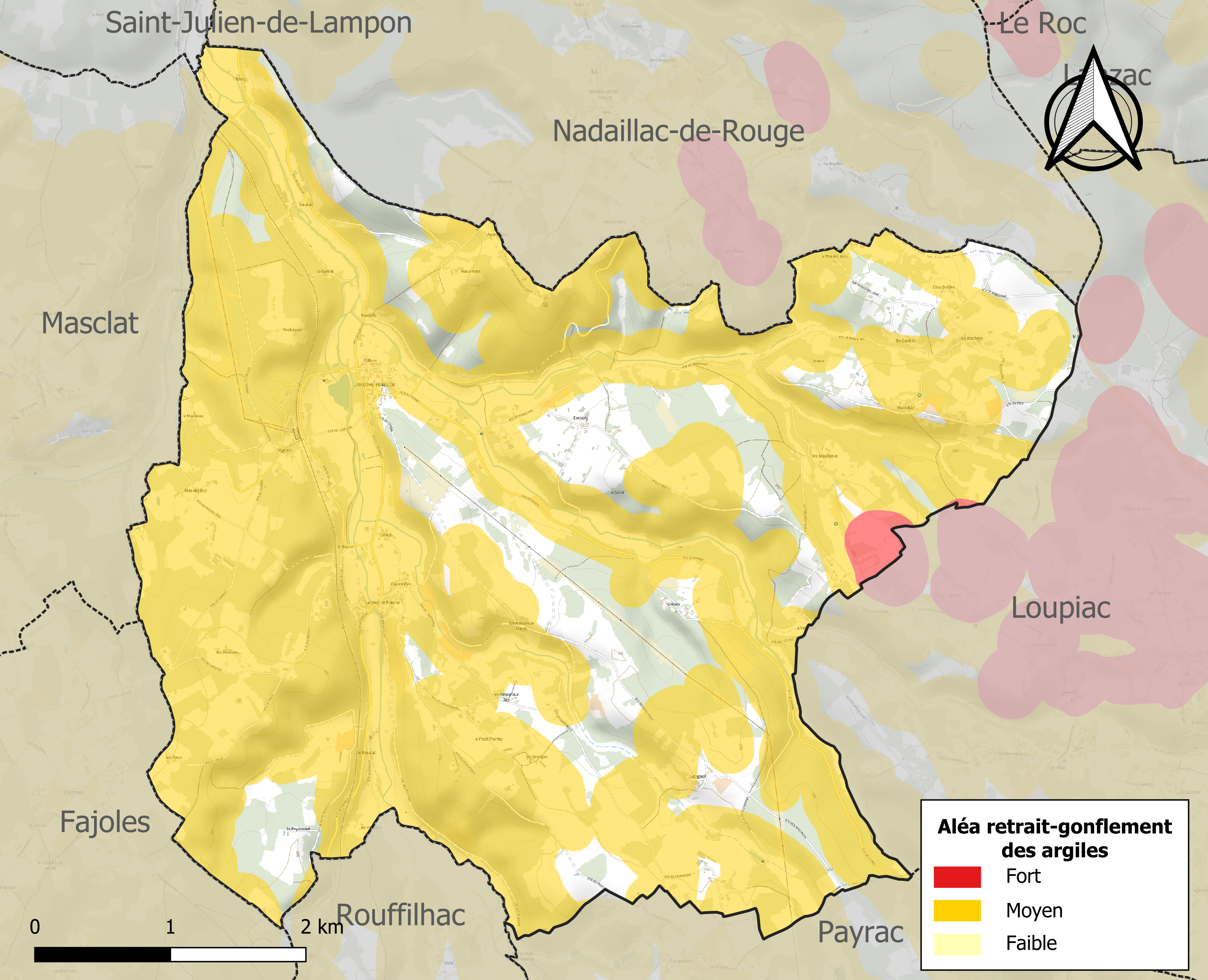
Carte des zones d'aléa retrait-gonflement des sols argileux de Lamothe-Fénelon.

Les mouvements de terrains susceptibles de se produire sur la commune sont des affaissements et effondrements liés aux cavités souterraines (hors mines), des éboulements, chutes de pierres et de blocs, des glissements de terrain et des tassements différentiels. Par ailleurs, afin de mieux appréhender le risque d’affaissement de terrain, l'inventaire national des cavités souterraines permet de localiser celles situées sur la commune.
Le retrait-gonflement des sols argileux est susceptible d'engendrer des dommages importants aux bâtiments en cas d’alternance de périodes de sécheresse et de pluie. 79,2 % de la superficie communale est en aléa moyen ou fort (67,7 % au niveau départemental et 48,5 % au niveau national). Sur les 235 bâtiments dénombrés sur la commune en 2019, 198 sont en aléa moyen ou fort, soit 84 %, à comparer aux 72 % au niveau départemental et 54 % au niveau national. Une cartographie de l'exposition du territoire national au retrait gonflement des sols argileux est disponible sur le site du BRGM,.
Par ailleurs, afin de mieux appréhender le risque d’affaissement de terrain, l'inventaire national des cavités souterraines permet de localiser celles situées sur la commune.
Concernant les mouvements de terrains, la commune a été reconnue en état de catastrophe naturelle au titre des dommages causés par la sécheresse en 1989 et 2019 et par des mouvements de terrain en 1999.

#### Risques technologiques
Le risque de transport de matières dangereuses sur la commune est lié à sa traversée par une route à fort trafic et une ligne de chemin de fer. Un accident se produisant sur de telles infrastructures est susceptible d’avoir des effets graves sur les biens, les personnes ou l'environnement, selon la nature du matériau transporté. Des dispositions d’urbanisme peuvent être préconisées en conséquence.
La commune est en outre située en aval du barrage de Bort-les-Orgues, un ouvrage de classe A disposant d'une retenue de 477 millions de mètres cubes. À ce titre elle est susceptible d’être touchée par l’onde de submersion consécutive à la rupture de cet ouvrage.

## Toponymie
Le toponyme Lamothe-Fénelon est basé sur le diminutif moteta qui a été francisé en mothe avec les lettres th. Mota, mot occitan d'origine pré-latine désigne une levée de terre puis un château érigé sur cette levée : la motte castrale. Le lieu s'appelait Fénelon (Fenolor) en 1613 en remplacement de Massaut.

## Histoire
- L’église : Lamothe Massaut était un prieuré régulier conventuel, appelé Sainte-Sixte, dépendant de l’abbaye de Souillac. Il était, avec l’annexe de Saint-Sauveur, de l’ordre de Saint-Benoît à la collation de l’abbé de Souillac. On retrouve peu de trace de ce prieuré. Seules subsistent les pierres de l’appareillage du mur d’enceinte (au nord de la tour du clocher).
- La maison du Prieur (la caminade) se trouvait près des écoles actuelles. La découverte d’une sépulture au nord-est de l’église peut donner à penser que le cimetière du prieuré était en cet endroit.

En 1460, le prieuré fut rattaché à l’aumônerie de Souillac et les annexes en seront Saint-Sauveur de Massaut et Saint-Cernin de Mareuil.

## Politique et administration
| Période                  | Période  | Identité            | Étiquette | Qualité |
| ------------------------ | -------- | ------------------- | --------- | ------- |
| 1795                     | 1800     | Michel Lescalier    |           |         |
| 1800                     | 1801     | Antoine Tanis       |           |         |
| 1801                     | 1841     | François Lescalier  |           |         |
| 1841                     | 1848     | Antoine Chadri      |           |         |
| 1848                     | 1871     | Jean Delbos         |           |         |
| 1871                     | 1878     | Antoine Cavarroc    |           |         |
| 1878                     | 1880     | Jean Delbos         |           |         |
| 1880                     | 1881     | Pierre Delteil      |           |         |
| 1881                     | 1884     | Antoine Cavorroc    |           |         |
| 1884                     | 1896     | Étienne Laval       |           |         |
| 1896                     | 1919     | Antoine Delteil     |           |         |
| 1919                     | 1923     | Jean Terrade        |           |         |
| 1923                     | 1926     | Raymond Combrouze   |           |         |
| 1926                     | 1939     | Alfred Bournoux     |           |         |
| 1947                     | 1971     | Xavier Jarrige      |           |         |
| 1971                     | 2001     | Ferdinand Delchie   |           |         |
| 2001 (réélu en mai 2020) | En cours | Patrick Charbonneau |           |         |

## Démographie
L'évolution du nombre d'habitants est connue à travers les recensements de la population effectués dans la commune depuis 1793. Pour les communes de moins de 10 000 habitants, une enquête de recensement portant sur toute la population est réalisée tous les cinq ans, les populations de référence des années intermédiaires étant quant à elles estimées par interpolation ou extrapolation. Pour la commune, le premier recensement exhaustif entrant dans le cadre du nouveau dispositif a été réalisé en 2008.

En 2022, la commune comptait 318 habitants, en évolution de +11,19 % par rapport à 2016 (Lot : +1,31 %, France hors Mayotte : +2,11 %).
| 1793 | 1800 | 1806 | 1821 | 1831 | 1836 | 1841 | 1846 | 1851 |
| ---- | ---- | ---- | ---- | ---- | ---- | ---- | ---- | ---- |
| 765  | 594  | 787  | 711  | 719  | 750  | 729  | 766  | 746  |

| 1856 | 1861 | 1866 | 1872 | 1876 | 1881 | 1886 | 1891 | 1896 |
| ---- | ---- | ---- | ---- | ---- | ---- | ---- | ---- | ---- |
| 787  | 792  | 768  | 739  | 695  | 686  | 999  | 651  | 627  |

| 1901 | 1906 | 1911 | 1921 | 1926 | 1931 | 1936 | 1946 | 1954 |
| ---- | ---- | ---- | ---- | ---- | ---- | ---- | ---- | ---- |
| 554  | 528  | 503  | 440  | 422  | 383  | 365  | 365  | 323  |

| 1962 | 1968 | 1975 | 1982 | 1990 | 1999 | 2006 | 2008 | 2013 |
| ---- | ---- | ---- | ---- | ---- | ---- | ---- | ---- | ---- |
| 289  | 289  | 297  | 304  | 313  | 320  | 335  | 339  | 286  |

| 2018 | 2022 | - | - | - | - | - | - | - |
| ---- | ---- | - | - | - | - | - | - | - |
| 301  | 318  | - | - | - | - | - | - | - |

## Économie

### Revenus
En 2018, la commune compte 138 ménages fiscaux, regroupant 268 personnes. La médiane du revenu disponible par unité de consommation est de 20 080 € (20 740 € dans le département).

### Emploi
|                | 2008  | 2013  | 2018   |
| -------------- | ----- | ----- | ------ |
| Commune        | 7,6 % | 9,6 % | 16,6 % |
| Département    | 7,3 % | 8,9 % | 9,6 %  |
| France entière | 8,3 % | 10 %  | 10 %   |

En 2018, la population âgée de 15 à 64 ans s'élève à 163 personnes, parmi lesquelles on compte 74,2 % d'actifs (57,7 % ayant un emploi et 16,6 % de chômeurs) et 25,8 % d'inactifs,. En  2018, le taux de chômage communal (au sens du recensement) des 15-64 ans est supérieur à celui de la France et du département, alors qu'il était inférieur à celui de la France en 2008.
La commune est hors attraction des villes,. Elle compte 31 emplois en 2018, contre 33 en 2013 et 52 en 2008. Le nombre d'actifs ayant un emploi résidant dans la commune est de 97, soit un indicateur de concentration d'emploi de 31,6 % et un taux d'activité parmi les 15 ans ou plus de 45,2 %.
Sur ces 97 actifs de 15 ans ou plus ayant un emploi, 18 travaillent dans la commune, soit 19 % des habitants. Pour se rendre au travail, 88,5 % des habitants utilisent un véhicule personnel ou de fonction à quatre roues, 4,2 % s'y rendent en deux-roues, à vélo ou à pied et 7,3 % n'ont pas besoin de transport (travail au domicile).

### Activités hors agriculture
16 établissements sont implantés  à Lamothe-Fénelon au 31 décembre 2019.
Le secteur du commerce de gros et de détail, des transports, de l'hébergement et de la restauration est prépondérant sur la commune puisqu'il représente 43,8 % du nombre total d'établissements de la commune (7 sur les 16 entreprises implantées  à Lamothe-Fénelon), contre 29,9 % au niveau départemental.

### Agriculture
La commune est dans les Causses », une petite région agricole occupant une grande partie centrale du département du Lot. En 2020, l'orientation technico-économique de l'agriculture  sur la commune est la polyculture et/ou le polyélevage.
|               | 1988 | 2000 | 2010 | 2020 |
| ------------- | ---- | ---- | ---- | ---- |
| Exploitations | 30   | 17   | 12   | 10   |
| SAU (ha)      | 384  | 348  | 327  | 311  |

Le nombre d'exploitations agricoles en activité et ayant leur siège dans la commune est passé de 30 lors du recensement agricole de 1988  à 17 en 2000 puis à 12 en 2010 et enfin à 10 en 2020, soit une baisse de 67 % en 32 ans. Le même mouvement est observé à l'échelle du département qui a perdu pendant cette période 60 % de ses exploitations,. La surface agricole utilisée sur la commune a également diminué, passant de 384 ha en 1988 à 311 ha en 2020. Parallèlement la surface agricole utilisée moyenne par exploitation a augmenté, passant de 13 à 31 ha.

## Culture locale et patrimoine

### Lieux et monuments
- Église Saint-Sixte de Lamothe-Fénelon, XIIe et XVe siècles, de style gothique : clocher-mur, chœur roman peint (Christ en majesté entouré des astres et du Tétramorphe, du XVIe siècle ; chapiteaux historiés (La colère, La gourmandise) ; panneau sculpté attribué aux sculpteurs Tournié (fin XVIIe siècle figurant le baptême du Christ). L'édifice est classé au titre des monuments historiques depuis 1913[35]. Plusieurs objets sont référencés dans la base Palissy[35].
- Temple protestant de Lamothe-Fénelon.
- Plan d'eau avec restaurant/bar. Le plan d'eau a été réaménagé à l'été 2016.

### Personnalités liées à la commune
- François de Salignac de La Mothe Fénelon, dit Fénelon, né le 6 août 1651 au château de Fénelon, archevêque de Cambrai, mort le 7 janvier 1715 à Cambrai, homme d'Église, théologien et écrivain français.

Les armoiries de la famille de Salignac de La Mothe Fénelon figurent sur le chevet de l'église Saint-Sixte du village.
- Abbé Paul Boisset (1917 - 2006), ancien curé de Lamothe-Fénelon, poète, compositeur, chanteur, et biographe du bienheureux Antoine Auriel-Constant (1764 - 1794).
- Nancy Cunard (1896 - 1965), écrivaine anglaise, rédactrice en chef et éditrice, militante politique, anarchiste et poétesse, habita dans le village à partir de 1948. Sa grand-mère avait en effet des origines dans le Lot.